# Tre contro tutti
Tre contro tutti (Sergeants 3) è un film del 1962 diretto da John Sturges. È un remake del film Gunga Din (1939)

## Trama
Mike, Chip e Larry sono tre energici, rissosi sergenti della Cavalleria degli Stati Uniti di stanza nel Territorio indiano nel 1870. Mike e Chip sono risoluti nell'evitare che Larry segua la propria decisione di lasciare l'esercito alla fine del suo periodo di arruolamento e di sposare la bella Amelia Parent.
Una sera i tre amici liberano uno schiavo che suona la tromba, Jonah Williams, e che sogna di diventare un militare di cavalleria. Una tribù di fanatici indiani inizia a terrorizzare la zona e l'ostinato Chip decide di tentare la cattura del loro capo. Accompagnato da Jonah, egli raggiunge furtivamente il luogo segreto ove si radunano gli indiani per compiere i loro misteriosi riti, ma viene scoperto e preso prigioniero.
Jonah fugge e corre indietro per avvertire Mike e Larry. Mentre Larry insiste per andare a salvare Chip, Mike gli fa firmare una carta di prolungamento del suo arruolamento "proprio per rendere ufficiale il suo soccorso", promettendo di distruggere il documento dopo la missione.
Mike, Larry e Jonah si dirigono alla roccaforte degli Indiani, ma ne finiscono prigionieri. Mentre la cavalleria sta per cadere in una trappola dove un migliaio di guerrieri stanno tendendole un'imboscata, Jonah suona con la sua tromba il motivo preferito dal reggimento come un avvertimento. La conseguente battaglia termina con la vittoria della cavalleria e i tre sergenti vengono decorati e Jonah viene arruolato come soldato. Pensandosi ormai libero, Larry se ne va con Amelia in carrozza, ma il furbo Mike mostra all'ufficiale che comanda la postazione la dichiarazione scritta di prolungamento di arruolamento che aveva promesso di distruggere. Larry sarà così costretto a prestare servizio ancora per un altro periodo di arruolamento insieme a Mike e Chip.